# Chironomus rupicola
Chironomus rupicola är en tvåvingeart som först beskrevs av Jean-Jacques Kieffer 1915.  Chironomus rupicola ingår i släktet Chironomus och familjen fjädermyggor. Inga underarter finns listade i Catalogue of Life.